# دونالد ك. فراي
دونالد ك. فراي (بالإنجليزية: Donald C. Fry)‏ هو سياسي أمريكي، ولد في 23 يونيو 1955 في كيلين في الولايات المتحدة. حزبياً، نشط في الحزب الديمقراطي. وقد انتخب عضو مجلس النواب لولاية ماريلند.